# Hirstionyssidae
Hirstionyssidae är en familj av spindeldjur. Hirstionyssidae ingår i ordningen kvalster, klassen spindeldjur, fylumet leddjur och riket djur.